# غيرت أريند روردا
غيرت أريند روردا (بالهولندية: Geert Arend Roorda)‏ (2 مارس 1988 في هولندا - ) هو لاعب كرة قدم هولندي في مركز الوسط. شارك مع منتخب هولندا تحت 21 سنة لكرة القدم. أما مع النوادي، فقد لعب مع إن إي سي نيميخن وسبارتا روتردام ونادي إكسلسيور ونادي دوردريخت ونادي هيرنفين وGreater Dandenong FC ‏.

## وصلات خارجية
- غيرت أريند روردا على موقع قاعدة بيانات كرة القدم.إي يو (الإنجليزية)